# Hyporhamphus roberti
Hyporhamphus roberti är en fiskart som först beskrevs av Valenciennes, 1847.  Hyporhamphus roberti ingår i släktet Hyporhamphus och familjen Hemiramphidae. IUCN kategoriserar arten globalt som livskraftig.

## Underarter
Arten delas in i följande underarter:
- H. r. roberti
- H. r. hildebrandi